# Lamentación sobre Cristo muerto (Francisco Teide)
Lamentación sobre Cristo muerto es una pintura sobre tabla del siglo xvi atribuida a Francisco Teide. Está ubicada en el museo de la Catedral de Orense, en Galicia (España).

## Historia
El historiador del arte José Manuel García Iglesias adjudicó la pintura a Teide en 1986 en base a los estilemas de las tablas pontevedresas, vinculándola a mayores con un grabado de Alberto Durero: p. 132  y siendo desde entonces dicha atribución asumida y divulgada.: p. 133  La tabla proviene del Monasterio de Santa María de Montederramo; de acuerdo con un inventario realizado con motivo de la desamortización, la obra se hallaba «en el oratorio del P. Maestro Abad: Un altar a la romana de madera, sobre el cual se halla un retablo de lo mismo, todo dorado; en el centro de dicho retablo una tarjeta de madera en que se halla pintado el descendimiento del Señor. A los costados dos imágenes de San Benito y San Bernardo, de angarilla (bastidor) con sus cogullas de seda y sus báculos de madera dorados».: p. 133  Afectado el inmueble por el proceso desamortizador, la tabla, único cuadro que logró salvarse del mobiliario del monasterio,: p. 204  fue examinada por el profesor García Iglesias cuando aún estaba sin restaurar, siendo intervenida con motivo de su exhibición en varias exposiciones. Tras la reconstrucción del retablo (obra de Mateo de Prado) la pintura dejó de ocupar dicho lugar, destacando por otro lado el hecho de que los cambios de temperatura de la iglesia perjudicaban la pieza al punto de que la tabla llegó a abrirse hasta en dos ocasiones. Desde 2005 se conserva en el museo de la catedral orensana a la espera de que se pueda acondicionar un espacio adecuado para ella en Montederramo.: p. 133 

## Descripción
La obra, con unas medidas de 120 × 180 cm,: p. 204  muestra el cadáver de Cristo tras ser bajado de la cruz, parcialmente visible junto con las otras dos en la zona superior izquierda. En primer plano destaca el cuerpo inerte de Jesús sostenido por San Juan, hallándose a los pies de Cristo y en actitud de recogimiento y desconsuelo María Magdalena, caracterizada por unas manos con dedos notablemente largos y unos cabellos a base de largos y ondulados mechones.: p. 135  En segundo plano aparece la Virgen acompañada por dos mujeres (probablemente Salomé y María, madre de Santiago), mientras que en tercer plano se hallan Nicodemo y José de Arimatea. El dibujo en sí hace gala de importantes logros dentro del manierismo, con cánones esbeltos, quedando demostrada una gran maestría consumada en la forma de representar la pose de los pies de Jesús, la disposición de su cabeza con respecto a la de San Juan, y el adelantamiento en valiente escorzo de la mano derecha de José de Arimatea, cargada de connotaciones italianas. En lo relativo al color, predominan tonalidades oscuras en el primer plano con tendencia a ir aclarándose en los planos posteriores, siendo los colores más empleados el rojo, el blanco, el amarillo, el verde y el azul. En términos generales la forma de componer la obra partiendo de la estampa, los rasgos del dibujo y la manera de concebir el uso del cromatismo dejan patente el vínculo de esta pieza con Teide.: pp. 132-133 